# El Zapotal (Nuevo Amatenango)
El Zapotal är en ort i Mexiko.   Den ligger i kommunen Amatenango de la Frontera och delstaten Chiapas, i den sydöstra delen av landet, 900 km sydost om huvudstaden Mexico City. El Zapotal ligger 923 meter över havet och antalet invånare är 177.
Terrängen runt El Zapotal är huvudsakligen bergig, men norrut är den kuperad. El Zapotal ligger nere i en dal som går i nord-sydlig riktning. Runt El Zapotal är det ganska tätbefolkat, med 108 invånare per kvadratkilometer. Närmaste större samhälle är Frontera Comalapa, 17,7 km norr om El Zapotal. I omgivningarna runt El Zapotal växer huvudsakligen savannskog.